# ESPN
Entertainment and Sports Programming Network (ESPN) – amerykańska całodobowa stacja telewizyjna poświęcona tematyce sportowej. Stacja powstała 7 września 1979 roku. Posiada prawa transmisji w USA do licznych imprez sportowych w piłce nożnej (mistrzostwa świata w piłce nożnej, Liga Mistrzów UEFA i MLS), footballu amerykańskim (NFL, Arena Football League oraz lig uniwersyteckich), koszykówce (NBA, WNBA oraz lig uniwersyteckich), baseballu (MLB), wyścigach samochodowych (IRL, NASCAR, NHRA), golfie, a także licznych innych dyscyplinach sportowych, takich jak kręgle, bilard, lacrosse czy sporty ekstremalne.

## Kanały ESPN
Stacja posiada kilka różnych kanałów telewizyjnych, między innymi:
- ESPN,
- ESPN2,
- ESPNNEWS (wiadomości),
- ESPN Classic (klasyka),
- ESPNU (rozgrywki uniwersyteckie),
- ESPN Deportes (w języku hiszpańskim),
- ESPN HD (retransmisja ESPN w jakości HD 720p),
- ESPN America.